# Kroatien växer
Kroatien växer (kroatiska: Hrvatska raste) är en kroatisk valallians bestående av sex center-vänster partier. Alliansen grundades år 2010 under namnet Kuckeliku-koalitionen och vann parlamentsvalet 2011. Alliansen innehade därefter regeringsmakten under mandatperioden 2011–2015. År 2015 bytte alliansen namn till Kroatien växer inför parlamentsvalet samma år. Sedan tillkomsten år 2010 har ett av grundarpartierna lämnat alliansen medan tre andra partier tillkommit. 
Alliansens största parti är Kroatiens socialdemokratiska parti. Socialdemokraternas partiledare Zoran Milanović är tillika alliansens ledare. 

## Historik

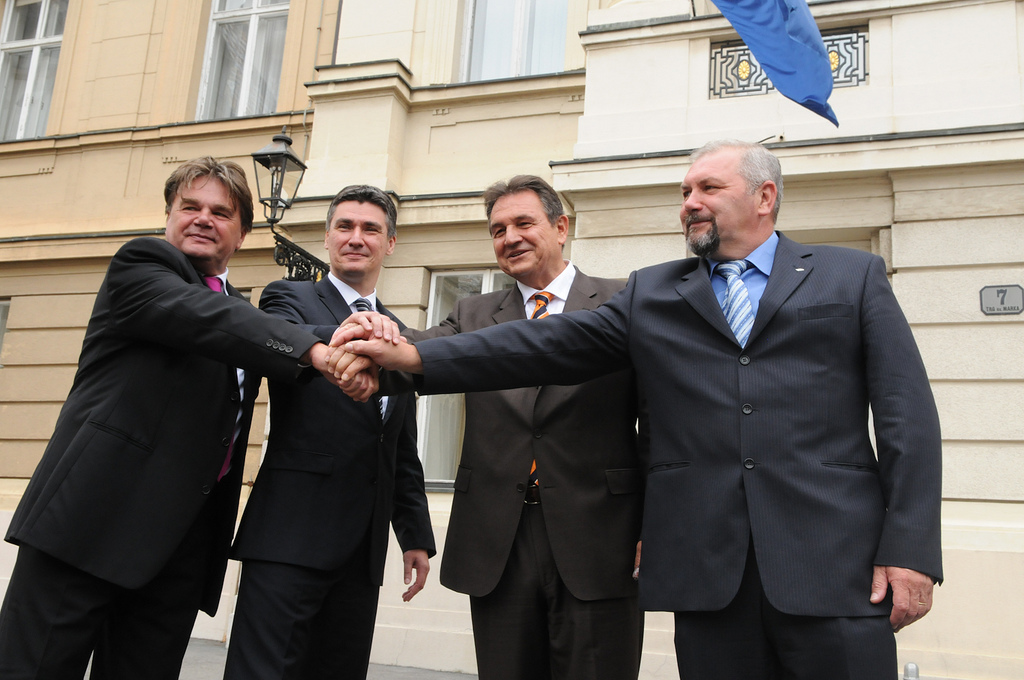
Partiledarna för de fyra ursprungliga partierna framför parlamentet i Zagreb år 2012. Från vänster: Ivan Jakovčić (IDS), Zoran Milanović (SDP), Radimir Čačić (HNS) och Silvano Hrelja (HSU).

Kuckeliku-koalitionen (Kukuriku koalicija) bildades år 2010 som en valallians bestående av fyra partier: socialdemokraterna, folkpartiet, Istriska demokratiska församlingen samt pensionärspartiet. Valalliansen uppkallades efter den restaurang i staden Kastav där partiledarna för de fyra då oppositionella partierna först möttes för överläggningar i juli 2009.
Inför parlamentsvalet år 2015 bytte valkartellen namn till Kroatien växer. Samtidigt meddelade ett av grundarpartierna, det regionala partiet Istriska demokratiska församlingen, att de lämnar alliansen. Den 8 september 2015 slöts ett nytt alliansavtal och tre nya partier tillkom: Kroatiska labouristerna – Arbetarpartiet, Autoktona kroatiska bondepartiet och Zagorjepartiet.

## Medlemmar

### Nuvarande medlemmar
Av valalliansens sex partier var fyra representerade i Kroatiens parlament under mandatperioden 2011–2015. Antalet mandat för de fyra parlamentariska partierna tillsammans uppgick till 83 av 151 mandat. 
| Parti | Parti                                       | Partiledare      | Antal mandat i Kroatiens parlament 2011–2015 |
| ----- | ------------------------------------------- | ---------------- | -------------------------------------------- |
|       | Kroatiens socialdemokratiska parti          | Zoran Milanović  | 60                                           |
|       | Kroatiska folkpartiet – liberaldemokraterna | Vesna Pusić      | 14                                           |
|       | Kroatiska pensionärspartiet                 | Silvano Hrelja   | 4                                            |
|       | Kroatiska labouristerna – Arbetarpartiet    | Nansi Tireli     | 6                                            |
|       | Autoktona kroatiska bondepartiet            | Stanko Grčić     | 0                                            |
|       | Zagorjepartiet                              | Miljenko Jerneić | 0                                            |

### Tidigare medlemmar
- Istriska demokratiska församlingen

### Fotnoter
1. ↑  Alliansens officiella webbplats Arkiverad 8 december 2011 hämtat från the Wayback Machine. (kroatiska)